# Rancho Viejo, Misantla
Rancho Viejo är en ort i Mexiko.   Den ligger i kommunen Misantla och delstaten Veracruz, i den sydöstra delen av landet, 240 km öster om huvudstaden Mexico City. Rancho Viejo ligger 372 meter över havet och antalet invånare är 109.
Terrängen runt Rancho Viejo är kuperad. Runt Rancho Viejo är det ganska tätbefolkat, med 124 invånare per kvadratkilometer. Närmaste större samhälle är Misantla, 7,7 km öster om Rancho Viejo. Omgivningarna runt Rancho Viejo är en mosaik av jordbruksmark och naturlig växtlighet.